# Efectul electrocaloric
Efectul electrocaloric este fenomenul reversibil prin care un corp, în urma aplicării unui cîmp electric, se încălzește sau se răcește. Fenomenul invers este efectul piroelectric, care constă în apariția de sarcini electrice la suprafața unui material cînd acesta este încălzit sau răcit. Efectul electrocaloric diferă de încălzirea ohmică (Joule) și de efectul termoelectric (Peltier–Seebeck), dar mecanismul său încă nu este bine înțeles.
În martie 2006 Alexander Mischenko a raportat în revista Science un puternic efect electrocaloric în filme subțiri de titanat-zirconat de plumb  (un cristal cu structură de perovschit). La o tensiune aplicată de numai 25 V filmul s-a răcit cu 12 grade. Prin comparație, cele mai bune rezultate anterioare necesitau 750 V pentru o răcire de doar 2,5 grade.